# Joarilla de las Matas (kommunhuvudort)
Joarilla de las Matas är en kommunhuvudort i Spanien.   Den ligger i provinsen Provincia de León och regionen Kastilien och Leon, i den norra delen av landet, 240 km nordväst om huvudstaden Madrid. Joarilla de las Matas ligger 796 meter över havet och antalet invånare är 404.
Terrängen runt Joarilla de las Matas är platt. Runt Joarilla de las Matas är det mycket glesbefolkat, med 5 invånare per kvadratkilometer. Närmaste större samhälle är Mayorga, 15,1 km sydväst om Joarilla de las Matas. Trakten runt Joarilla de las Matas består till största delen av jordbruksmark.